# Conus herbaus
Conus herbaus é uma espécie de gastrópode do gênero Conus, pertencente a família Conidae.